# Jannik Schaufler
Jannik Schaufler (* 18. April 1997 in Weingarten) ist ein deutscher Triathlet. Er ist Triathlon-Vizeeuropameister U23 (2018) und ebenso mit der Staffel (2019).

## Werdegang
Jannik Schaufler war als Jugendlicher im Fußball aktiv und kam über seinen Vater zum Triathlon. Im Juli 2016 wurde der 19-jährige Deutscher Meister U23 auf der Sprintdistanz beim T3 Triathlon.
2018 wurde er in Israel U23-Vizeeuropameister auf der olympischen Kurzdistanz im Triathlon (1,5 km Schwimmen, 40 km Radfahren und 10 km Laufen).

Im September 2019 wurde er in Valencia im U23-Mixed-Team-Relay (gemischte Staffel, mit Lisa Tertsch, Annika Koch und Scott Mcclymont) erneut Vizeeuropameister.
Im August 2022 belegte der 25-Jährige in München bei der Europameisterschaft auf der olympischen Distanz den 35. Rang.
Jannik Schaufler wird trainiert von Philipp Seipp, er studiert „Wirtschaft und Recht“ und lebt in Heidelberg.

## Auszeichnungen
- Weingartens Sportler des Jahres, 2018

## Sportliche Erfolge
| Datum/Jahr    | Rang | Wettbewerb                                               | Austragungsort | Zeit     | Bemerkung                                                                               |
| ------------- | ---- | -------------------------------------------------------- | -------------- | -------- | --------------------------------------------------------------------------------------- |
| 14. Juli 2024 | 37   | ITU World Championship Series 2024                       | Hamburg        | 00:52:25 |                                                                                         |
| 14. Juni 2024 | 16   | ETU Triathlon European Cup                               | Kitzbühel      | 00:32:40 |                                                                                         |
| 3. März 2023  | 29   | ITU World Championship Series 2023                       | Abu Dhabi      | 00:53:58 |                                                                                         |
| 13. Nov. 2022 | 4    | ITU World Triathlon Cup                                  | Viña del Mar   | 00:51:04 |                                                                                         |
| 10. Sep. 2022 | 1    | FISU World University Triathlon Championship Mixed Relay | Maceio         | 01:18:45 | mit Céline Kaiser, Wilhelm Hirsch und Bianca Bogen                                      |
| 12. Aug. 2022 | 35   | ETU Triathlon European Championship                      | München        | 01:45:41 | Europameisterschaft                                                                     |
| 14. Mai 2022  | 22   | ETU Triathlon European Cup                               | Caorle         | 00:52:42 | auf der Sprintdistanz                                                                   |
| 25. Juli 2021 | 2    | HeidelbergMan                                            | Heidelberg     | 01:48:19 | [ 3 ]                                                                                   |
| 5. Juni 2021  | 5    | DTU Deutsche Meisterschaft Triathlon Sprintdistanz       | Berlin         | 00:51:15 |                                                                                         |
| 15. Sep. 2019 | 2    | ETU Triathlon European Championship Mixed U23 Relay      | Valencia       | 00:18:42 | Vizeeuropameister in der gemischten Staffel U23                                         |
| 20. Okt. 2018 | 2    | ETU Triathlon European Championship U23                  | Eilat          | 01:54:34 | Vizeeuropameister U23 Triathlon, hinter dem Schweizer Max Studer                        |
| 23. Juli 2016 | 2    | DTU Deutsche Meisterschaft Triathlon Junioren            | Nürnberg       | 00:57:09 | Deutscher Junioren-Vizemeister Triathlon, hinter Frederic Funk                          |
| 28. Juni 2016 | 1    | DTU Deutsche Meisterschaft Triathlon U23                 | Düsseldorf     | 00:53:06 | Deutscher Meister U23 auf der Sprintdistanz beim T3 Triathlon; Dritter der Elite-Klasse |

| Datum/Jahr   | Platz | Wettbewerb                 | Austragungsort | Zeit     | Bemerkung                                        |
| ------------ | ----- | -------------------------- | -------------- | -------- | ------------------------------------------------ |
| 4. Mai 2025  | 13    | Ironman 70.3 Venice-Jesolo | Venedig        | 03:38:07 |                                                  |
| 6. Apr. 2025 | 15    | T100 Singapur              | Singapur       | 03:38:05 | 2 km Schwimmen, 80 km Radfahren und 18 km Laufen |

| Datum/Jahr    | Platz | Wettbewerb        | Austragungsort | Zeit     | Bemerkung         |
| ------------- | ----- | ----------------- | -------------- | -------- | ----------------- |
| 27. Sep. 2015 | 1     | Einstein-Marathon | Ulm            | 00:33:07 | Sieger über 10 km |

(DNF – Did Not Finish)